# ملیسا بلوچی
ملیسا بلوچی (انگلیسی: Melissa Bellucci؛ زادهٔ ۸ فوریهٔ ۲۰۰۱) بازیکن فوتبال اهل ایتالیا است.
وی همچنین در تیم‌های ملی فوتبال Italy women's national under-17 football team, Italy women's national under-19 football team، و زنان ایتالیا بازی کرده‌است.